# Górki (powiat Sandomierski)
Górki is een Zuid-Pools dorp in de gemeente Klimontów, in de powiat Sandomierski, Święty Krzyż. Het ligt op ong. 3 km ten westen van Klimontów, 24 km ten westen van Sandomierz en 62 km ten zuidoosten van de regiohoofdstad Kielce.